# UTC+08:00

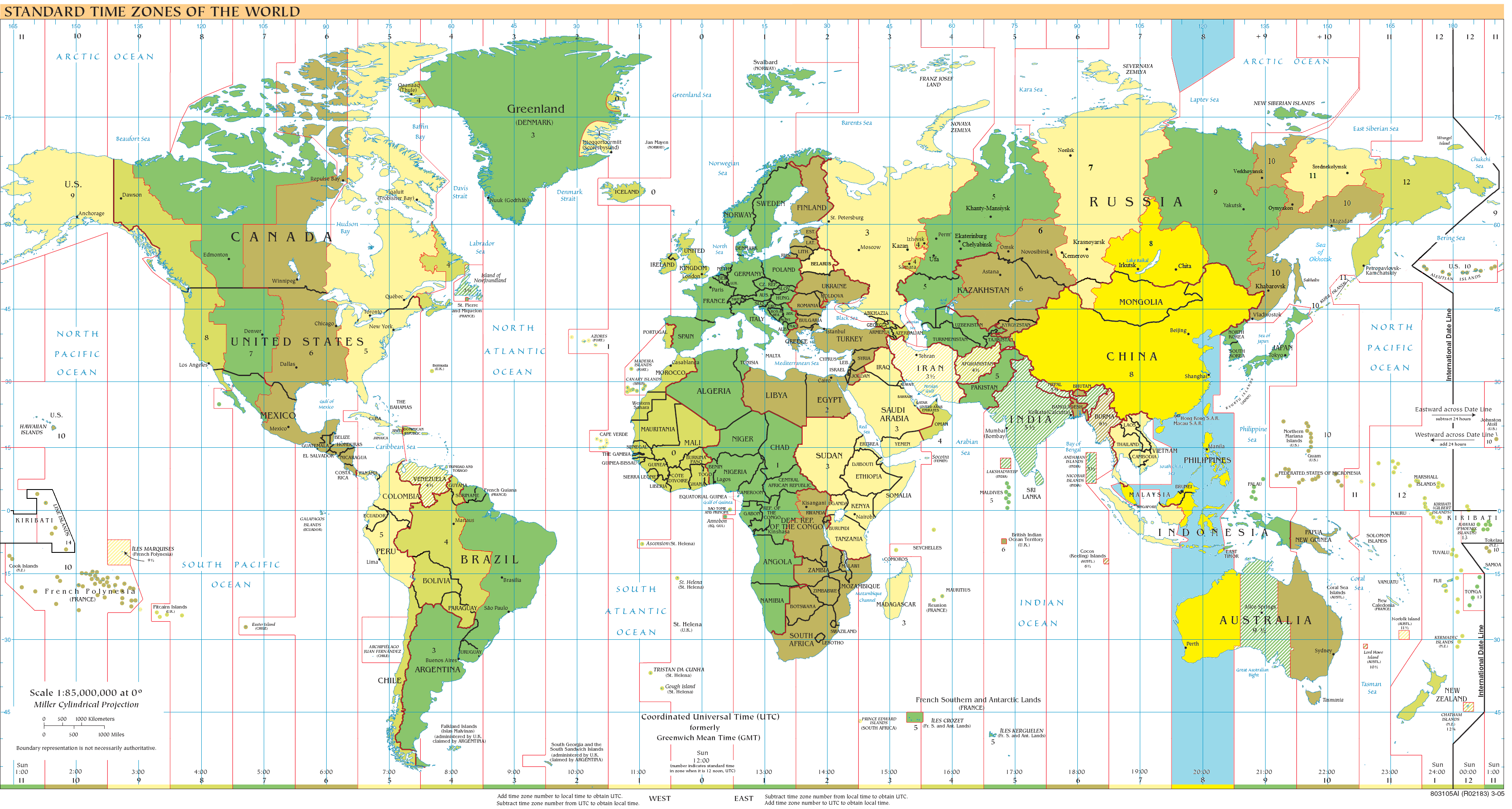
UTC+08:Blau (desembre), taronja (juny), groc (l'any sencer), blau clar (àrees marines)

UTC+08:00 és una zona horària d'UTC amb 8 hores més tard que l'UTC. El seu codi DTG és H-Hotel.

## Zones horàries
- Ashmore and Cartier Islands Time (ACIT)
- Australian Western Standard Time (AWST)
- Brunei Time (BDT)
- China Standard Time (CST)
- Hong Kong Standard Time (HKST)
- Irkutsk Time (IRKT)
- Krasnoyarsk Time (KRAT)
- Macclesfield Bank Time (MBT)
- Malaysia Time (MYT)
- Mongolia Time (MNT)
- Paracel Islands Time (PIT)
- Philippines Time (PHT)
- Pratas Islands (PIT)
- Scarborough Shoal Time (SST)
- Singapore Time (SGT)
- Spratly Islands Time (SIT)
- Taiwan Time (TWT)
- Waktu Indonesia Tengah (WITA)[1]

## Franges

### Temps estàndard (l'any sencer)
- Austràlia
  - Austràlia Occidental
- Brunei
- Hong Kong
- Filipines
- Indonèsia
  - Bali
  - Borneo Oriental
  - Borneo Meridional
  - Cèlebes
  - Illes Petites de la Sonda Occidentals
- Malàisia
- Mongòlia (la major part)
- Singapur
- Taiwan
- R.P. de la Xina

#### Krasnoyarsk Time
- Rússia
  - Khakàssia
  - Krai de Krasnoiarsk
  - Óblast de Tomsk
  - Tuvà

## Geografia
UTC+08 és la zona horària nàutica que comprèn l'alta mar entre 112,5° i 127,5° E de longitud. En el temps solar aquest fus horari és el corresponent el meridià 120° est.

## Història
En el 2011, a Rússia es va traslladar l'horari d'estiu durant tot l'any i el Krasnoyarsk Time es va fixar permenet en lloc de canviar a UTC+7, va canviar a UTC+8.